# 24999 Hieronymus
24999 Hieronymus (1998 OY4) là một tiểu hành tinh vành đai chính được phát hiện ngày 24 tháng 7 năm 1998 bởi P. Pravec ở Đài thiên văn Ondřejov.